# Atopomyrmex

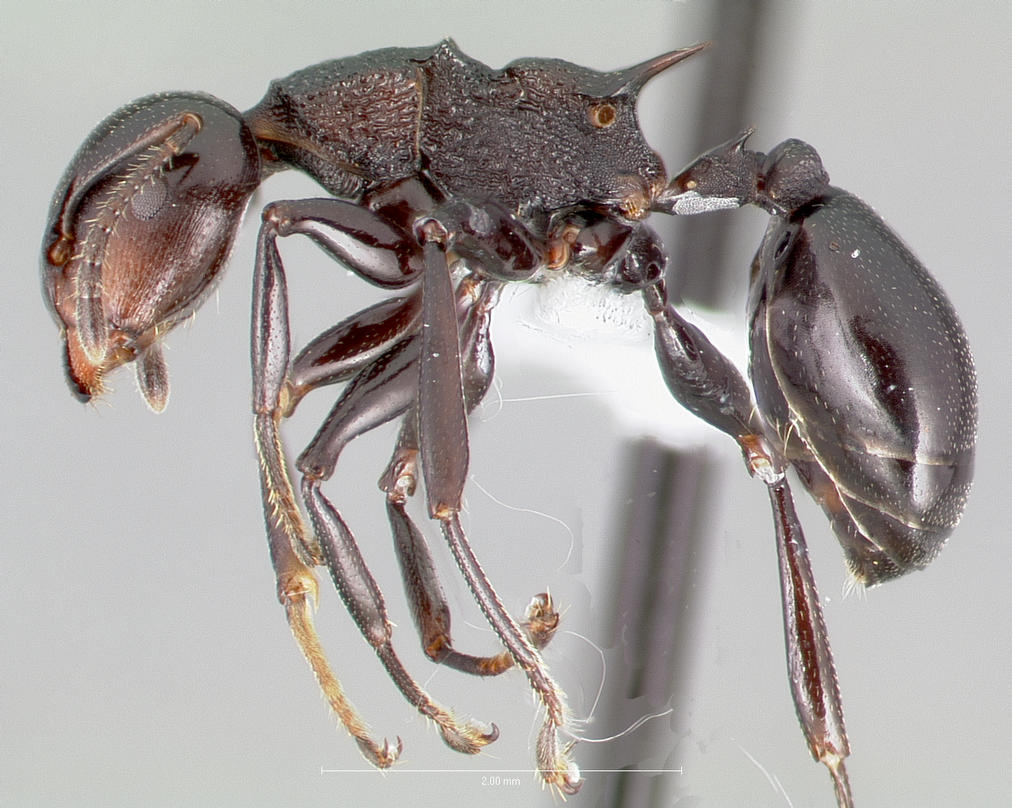
Atopomyrmex cryptoceroides

Atopomyrmex (лат.) — род мелких тропических муравьёв (Formicidae) из подсемейства Myrmicinae.

## Распространение
Афротропика.

## Описание
Мелкие полиморфные муравьи (длина около 5—7 мм) коричневого цвета с более светлой головой. На петиоле сверху расположены шипики, также как и на заднегрудке. Усики — 9 или 12-члениковые с булавой из 3 сегментов. Нижнечелюстные щупики состоят из 4, а нижнегубные — из 3 члеников. Гнездятся на деревьях, фуражируют и в кронах и на земле.

## Систематика
3 вида. Род относится к трибе Formicoxenini.
- Atopomyrmex calpocalycola Snelling, 1992[3]
- Atopomyrmex cryptoceroides Emery, 1892 — Западная и Центральная Африка[4]
- Atopomyrmex mocquerysi Andre, 1889 — Тропические леса Африки